# Putzit
Putzit ist ein sehr selten vorkommendes Mineral aus der Mineralklasse der „Sulfide und Sulfosalze“. Es kristallisiert im kubischen Kristallsystem mit der chemischen Zusammensetzung (Cu,Ag)8GeS6, genauer (Cu4,7Ag3,3)Σ 8GeS6 und wurde bisher nur in Form von undurchsichtigen, eisenschwarzen und metallisch glänzenden Kristallkörnern von wenigen Millimetern Größe gefunden.

## Etymologie und Geschichte
Hubert Putz (* 1973) entdeckte 2002 bei seinen Forschungen zur Mineralogie des Germaniums der Capillitas Ablagerungen in einer alten Grube nahe der Rosario-Ader (Grubenbezirk Capillitas) im Departamento Andalgalá (Argentinien) ein offensichtlich bisher unbekanntes Mineral. Noch im gleichen Jahr wurden Proben dieses Minerals von einem Forschungsteam bestehend aus Andrew C. Roberts, Peter Berlepsch, Thomas Armbruster, Dan Topa und Georg Zagler unter der Leitung von Werner H. Paar (Universität Salzburg) analysiert und das Ergebnis der International Mineralogical Association (IMA) zur Prüfung eingereicht. Diese bestätigte das Ergebnis und erkannte das Mineral unter der vorläufigen Bezeichnung „IMA 2002–024“ als eigenständig an. Veröffentlicht wurde das Forschungsergebnis sowie der ebenfalls anerkannte Name allerdings erst 2004 in „The Canadian Mineralogist“.
Der Mineralname wurde vom Forscherteam zu Ehren seines Entdeckers Hubert Putz gewählt, der sich auch um der Erforschung der Mineralogie des Germaniums der Capillitas Ablagerungen verdient machte.

## Klassifikation
In der veralteten 8. Auflage der Mineralsystematik nach Strunz war der Putzit noch nicht aufgeführt.
In der zuletzt 2018 überarbeiteten Lapis-Systematik nach Stefan Weiß, die formal auf der alten Systematik von Karl Hugo Strunz in der 8. Auflage basiert, erhielt das Mineral die System- und Mineralnummer II/B.08-005. Dies entspricht der Klasse der „Sulfide und Sulfosalze“ und dort der Abteilung „Sulfide, Selenide und Telluride mit dem Stoffmengenverhältnis Metall : S,Se,Te > 1 : 1“, wo Putzit zusammen mit Alburnit, Argyrodit, Canfieldit und Spryit eine unbenannte Gruppe mit der Systemnummer II/B.08 bildet.
Die von der International Mineralogical Association (IMA) zuletzt 2009 aktualisierte 9. Auflage der Strunz’schen Mineralsystematik ordnet den Putzit in die Klasse der „Sulfide und Sulfosalze (Sulfide, Selenide, Telluride, Arsenide, Antimonide, Bismutide, Sulfarsenide, Sulfantimonide, Sulfbismutide)“ und dort in die Abteilung „Metallsulfide, M : S > 1 : 1 (hauptsächlich 2 : 1)“ ein. Hier ist das Mineral in der Unterabteilung „mit Kupfer (Cu), Silber (Ag), Gold (Au)“ zu finden, wo es zusammen mit Argyrodit und Canfieldit eine unbenannte Gruppe mit der Systemnummer 2.BA.35 bildet.
In der vorwiegend im englischen Sprachraum gebräuchlichen Systematik der Minerale nach Dana hat Putzit die System- und Mineralnummer 02.05.10.01. Das entspricht der Klasse der „Sulfide und Sulfosalze“ und dort der Abteilung „Sulfidminerale“. Hier findet er sich innerhalb der Unterabteilung „Sulfide – einschließlich Seleniden und Telluriden – mit der Zusammensetzung AmBnXp, mit (m+n):p=3:2“ in einer unbenannten Gruppe mit der Systemnummer 02.05.10, in der auch Calvertit eingeordnet ist.

## Kristallstruktur
Putzit kristallisiert kubisch in der Raumgruppe F43m (Raumgruppen-Nr. 216) mit dem Gitterparameter a = 10,201 Å sowie 4 Formeleinheiten pro Elementarzelle.

## Bildung und Fundorte
Putzit findet sich eingebettet in einer Matrix aus Chalkosin mit Resten von Bornit in Schlotbrekzien und Erzgängen andesitisch-rhyolitischer Vulkanite.
Bisher (Stand: 2010) konnte das Mineral nur an seiner Typlokalität, der „Capillitas Mine“ in Argentinien nachgewiesen werden.